# Robert Green
Robert Paul Green (født 18. januar 1980 i Chertsey, England) er en engelsk fodboldspiller, der spiller for Chelsea i den engelske Premier League. Han har tidligere spillet for blandt andet Norwich , West Ham og Huddersfield Town

## Landshold
Green står (pr. april 2018) noteret for 12 kampe for Englands fodboldlandshold. Han var en del af landets trup til VM i 2010 i Sydafrika.